# Cerdaia testacea
Cerdaia testacea är en skalbaggsart som först beskrevs av Cerda 1980.  Cerdaia testacea ingår i släktet Cerdaia och familjen långhorningar. Inga underarter finns listade i Catalogue of Life.